# Djelepsko, Kărdjali
Djelepsko (în bulgară Джелепско) este un sat în comuna Momcilgrad, regiunea Kărdjali,  Bulgaria. 

## Demografie
Componența etnică a satului Djelepsko
     Turci (98,59%)
     Nicio identificare (1,4%)
     Altele (0%)
La recensământul din 2011, populația satului Djelepsko era de 213 locuitori. Din punct de vedere etnic, majoritatea locuitorilor (98,59%) erau turci. Pentru 1,4% din locuitori nu este cunoscută apartenența etnică.